# Kroktjärnen (Arjeplogs socken, Lappland, 731358-161437)
Kroktjärnen är en sjö i Arjeplogs kommun i Lappland och ingår i Byskeälvens huvudavrinningsområde.